# 张紫葛
张紫葛（1919年—2006年10月1日），男，湖北省松滋县人，中华民国及中华人民共和国作家、教授。

## 生平
张紫葛出生于松滋县一个偏僻山村。1938年毕业于武汉大学中文系。1939年到重庆，入《大公报》工作，曾任宋美龄秘书。1940年代初，先后在国立音乐学院（教国文等课程）、国立社会教育学院担任讲师、副教授。1945年到1949年，任新疆学院中文系教授。其间，兼任新疆省联合政府机关报《新疆日报》副社长兼总编辑，还兼任新疆省政府翻译委员会主任委员、现代出版社（西北科学出版社）社长、新疆省作家协会主席、《大公报》总社专栏作者。
1949年7月抵达重庆，任国立女子师范学院外语系教授。1950年，调任西南师范学院（今西南师范大学）外语系教授。1954年，调任西南政法学院（今西南政法大学）教授。反右运动中被打成右派，次年以“反革命骨干分子”被判处有期徒刑15年。1970年代末，获得平反，回到西南政法学院任教。晚年随妻温晓莉住在成都。其右眼、左耳在入狱前已分别被打瞎、打聋，出狱时左眼近乎失明。1991年意外跌入窨井，左眼完全失明，腿跌断。
晚年，在妻子的帮助下坚持写作，出版了上百万字的著作。他的著作引起了很大争议。
2006年10月1日，张紫葛逝世。

## 著作
- 《在宋美龄身边的日子》
- 《心香泪酒祭吴宓》
- 《在历史的夹缝中——忆张治中先生》
- 《X个人和三个畜生》
- 《血域黄沙（中国革命战史纪实文学系列·大西部战火风云卷）》[2]